# Panny Mądre i Panny Głupie

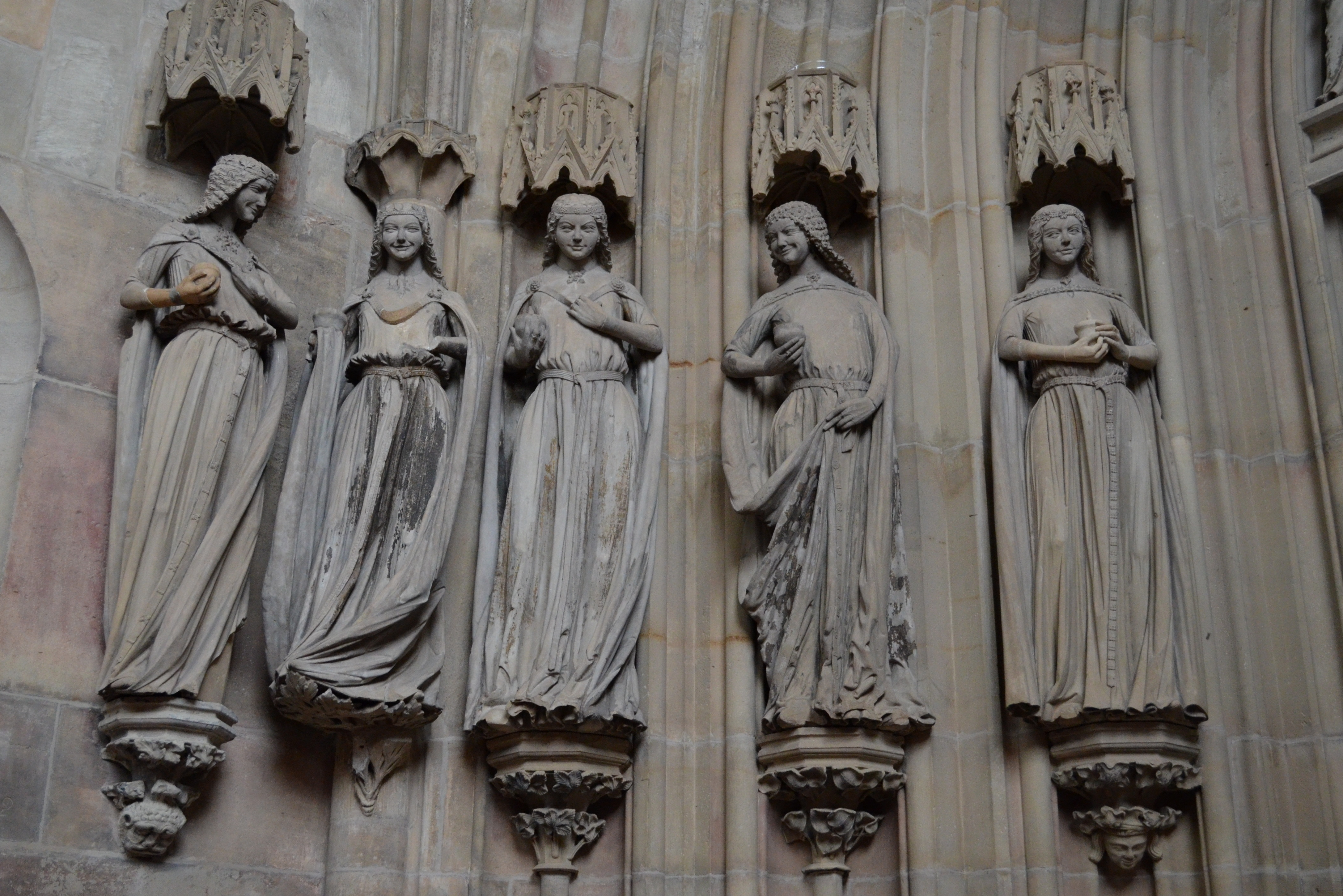
Panny Mądre poł. XII w. (katedra w Magdeburgu)

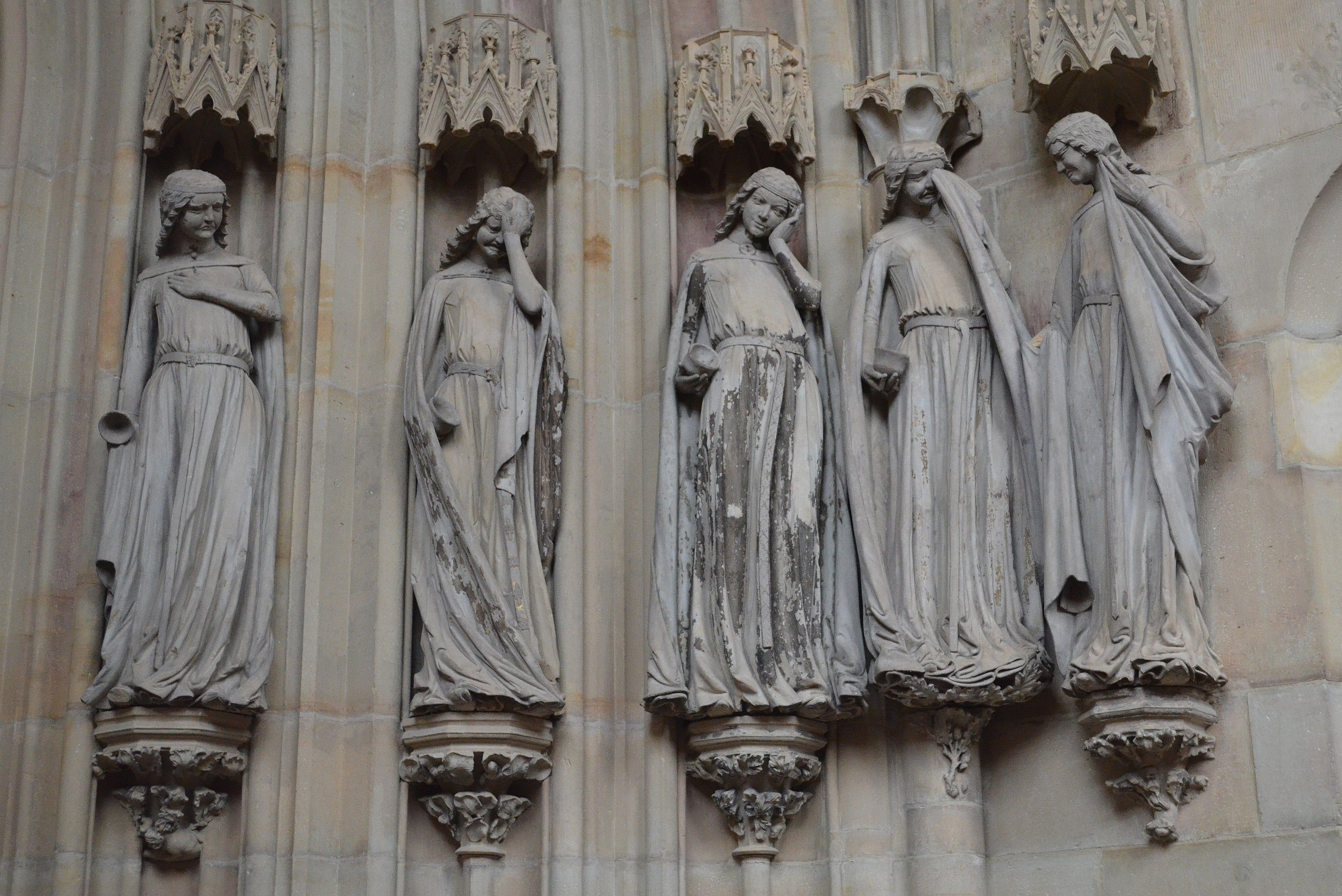
Panny Głupie poł. XII w. (katedra w Magdeburgu)

Panny Mądre i Panny Głupie – określenie, jakiego używa się wobec opisanych w Piśmie Świętym panien, tytułowych bohaterek jednej z przypowieści Jezusa Chrystusa. 
Lecz o północy rozległo się wołanie: Pan młody idzie, wyjdźcie mu na spotkanie! Wtedy powstały wszystkie owe panny i opatrzyły swe lampy. A nierozsądne rzekły do roztropnych: Użyczcie nam swej oliwy, bo nasze lampy gasną. (Mt 25, 6-8)
Znaczenie lampy także można odnaleźć w Psalmie 119 (Ps 119 [118],105) gdzie jest zapisane: Twoje słowo jest lampą dla moich kroków i światłem na mojej ścieżce.
Panny Mądre i Panny Głupie są przedstawiane w sztukach plastycznych. Były to przedstawienia ukazujące właściwości ludzkiego umysłu, przede wszystkim o wymowie moralizatorskiej i będące integralną częścią średniowiecznej idei Biblia Pauperum. Ta artystyczna myśl była szczególnie powszechna w dobie dojrzałego gotyku. Miejscem, gdzie przedstawiano grupy Panien Mądrych i Panien Głupich był portal do kościoła, najczęściej katedralnego. Po lewicy ukazywano panny głupie, najczęściej w gestach rezygnacji, obrazujących takie przywary jak np. lenistwo, nieczystość, gniew itp., które ze wstrętem opuszczały lampy oliwne. Po prawicy zaś panny mądre, w pozach bardziej spokojnych, trzymające wysoko światło, często o pogodnym i spokojnym wyrazie twarzy.

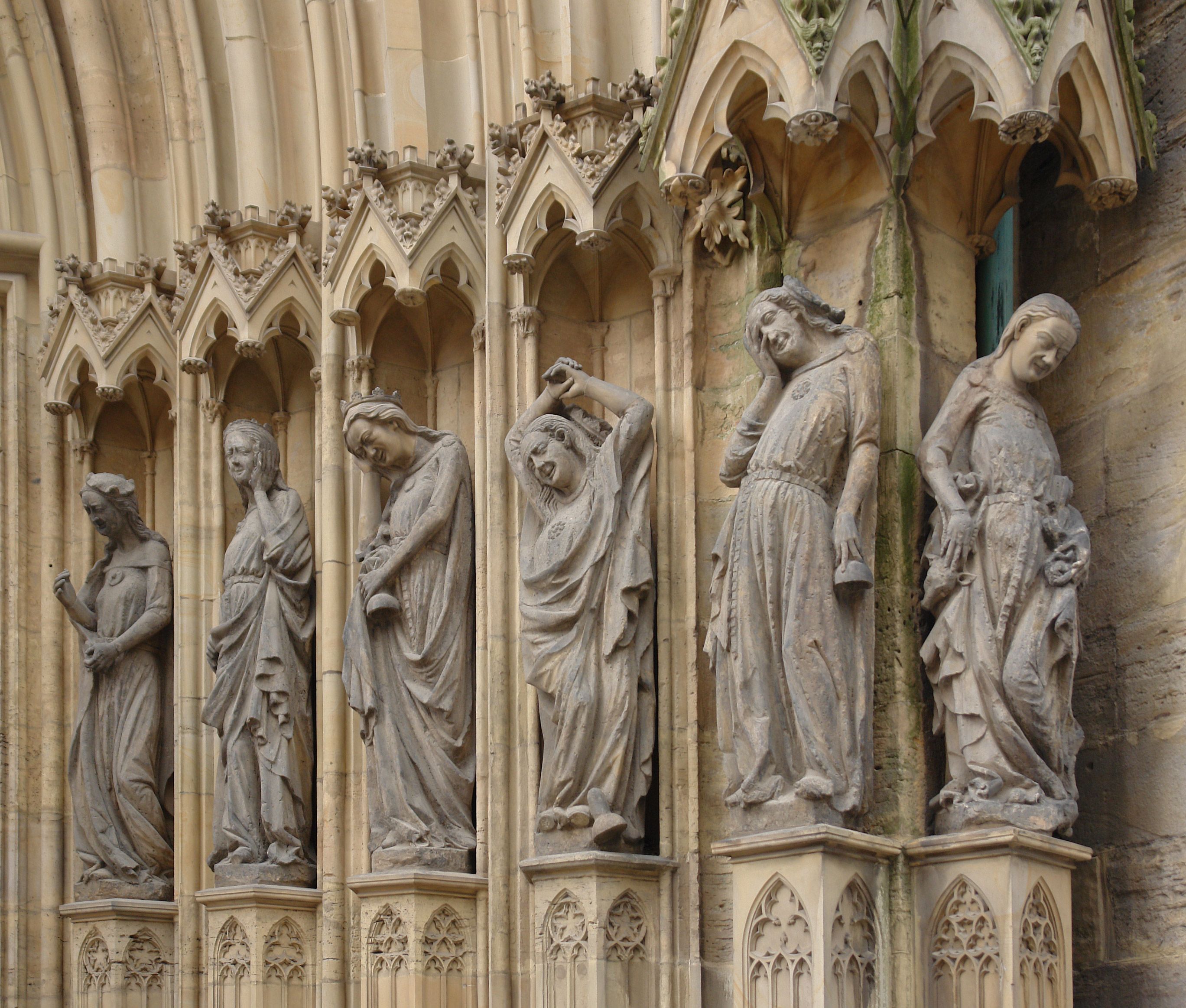
Panny Głupie, tzw. Triangel Portal katedry w Erfurcie

Ikonograficznie temat ten, podobnie jak wcześniejsze kolumny z kościoła św. Trójcy w Strzelnie, odnosi się do tematu Sądu Ostatecznego. Średniowieczni rzeźbiarze ukazując ten temat skupiali uwagę na fizjonomii, by wyrazić w sposób jak najbardziej żywy i dobitny znaczenie ludzkich uczuć, dlatego pozbawiano je często idealizacji. 
Temat ten został najbardziej rozpowszechniony na terenie Francji i następnie w Rzeszy, charakterystyczny dla dzieł gotyku katedralnego. Jednym z przykładów jest północny portal katedry w Magdeburgu, gdzie się znajduje po 5 postaci. Charakterystyczne dla nich są malownicze szaty, pełna rozmachu gestykulacja i naturalność, które poświadczają o ówczesnym nowatorstwie działającego w Magdeburgu od lat 40. XIII wieku warsztatu.

## Wybrane przykłady
- Notre Dame w Paryżu,
- Katedra w Amiens,
- Katedra w Reims - południowy portal transeptu,
- Katedra w Bourges,
- południowy portal katedry w Strasburgu,
- Katedra w Bazylei, ok. 1280,
- Katedra we Fryburgu Bryzgowijskim,
- Katedra w Erfurcie - wejście zachodnie tzw. Triangle Portal, ok. 1330,
- Portal Sądu Ostatecznego kościoła Św. Sebalda w Norymberdze
- Zamek w Malborku - portal do kościoła zamkowego NMP, tzw. Złota Brama
- dekoracja rzeźbiarska północnego szczytu transeptu kościoła Św. Marcina w Brunszwiku, XV w.
- Kolegiata Najświętszej Marii Panny Królowej Świata w Stargardzie - polichromie w kaplicy Mildenitzów